# イェンシュ (小惑星)
イェンシュ (3245 Jensch) は、小惑星帯にある小惑星。フライムート・ベルンゲンとK・キルシュが、東ドイツ（現ドイツ・テューリンゲン州）タウテンブルクのカール・シュヴァルツシルト天文台で発見した。
カール・ツァイス・イェーナの望遠鏡技術者、アルフレット・イェンシュに因んで名付けられた。